# Mendetz

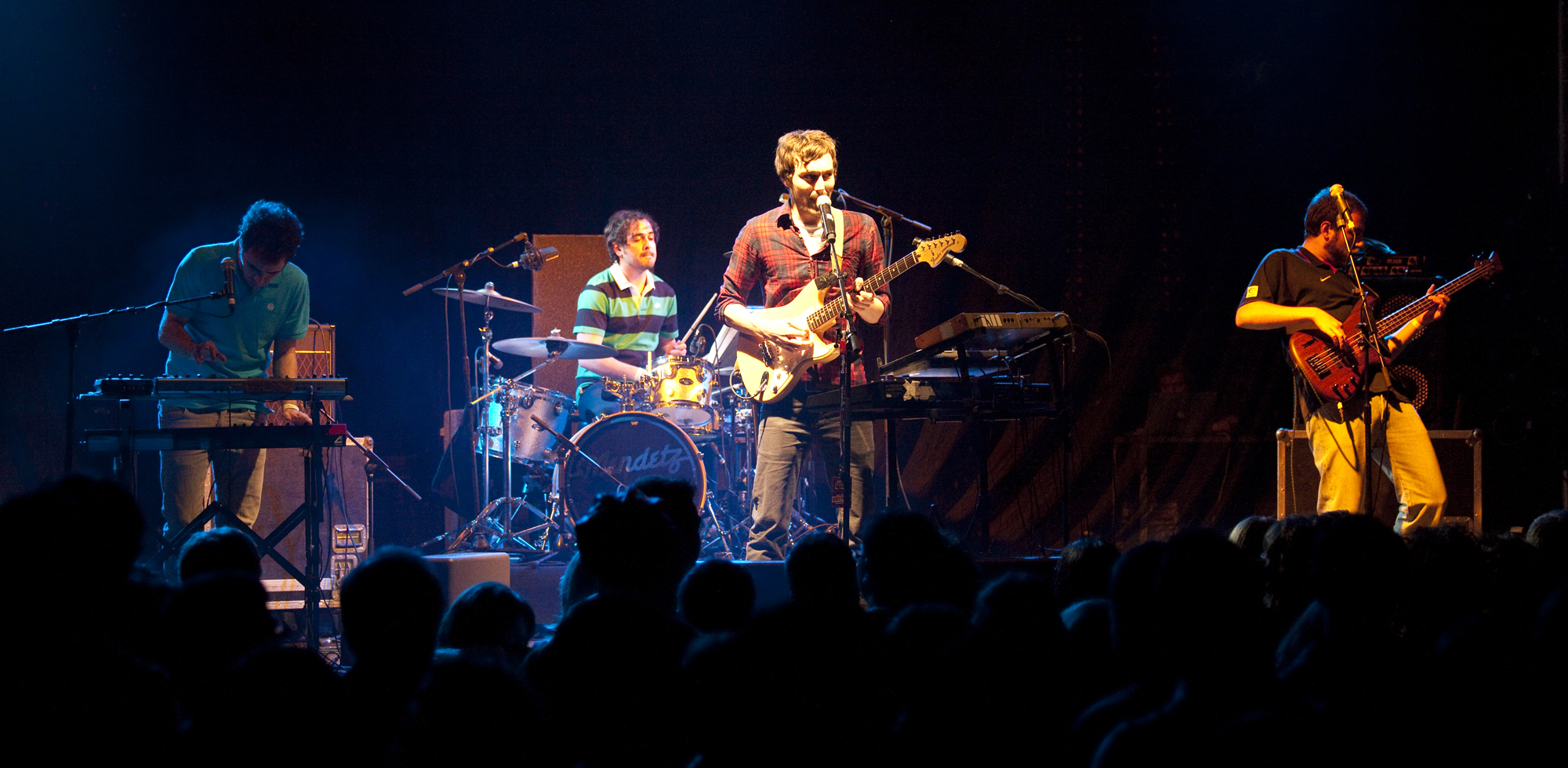
Mendetz en Escena BCN 2010 en Barcelona.

Mendetz es un grupo de synth pop español, formado en el año 2003. Se compone de guitarras, teclados, un bajo y batería. 

## Historia
En octubre de 2006 salió a la venta su primer disco de la mano de Sinnamon Records, después de haber cosechado numerosos éxitos con su maqueta, convirtiéndose en el primer grupo "maquetero" en tocar en grandes festivales como el Summercase (con New Order, Massive Attack o Daft Punk) y el BAM, y en importantes salas de todo el país, como Razzmatazz, Apolo, etc.
Además sacaron también en el Reino Unido el álbum y el EP "Futuresex" bajo el sello Naked Man.
En 2007 fueron nominados a los MTV Europe Music Awards en la categoría New Sounds Of Europe.
En mayo de 2009 salió a la venta su segundo disco, "Souvenir".
El tercer álbum de Mendetz se llamó "Silly Symphonies", y estaba previsto que se publicara en el mes de abril de 2011 bajo el sello Music Bus / Warner pero finalmente se vio retrasado hasta el otoño de este mismo año; la propia banda lo confirmó a través de un comunicado: "Hemos pospuesto el disco nuevo a después de verano. No es una mala noticia: ha surgido una cosa muy bonita a última hora y queremos incluirla". El sencillo "Hap Your Clands", ya podía escucharse a través de diversos canales.

## Integrantes
- Stefano Maccarrone (Voz, Guitarra, Teclados)
- Jan Martí (Voz, Teclados)
- Oriol Francisco (Bajo, Guitarra)
- Robert Gibiaqui (Batería)

## Discografía

### Mendetz (Sinnamon Records, 2006)
1. The Boola Shines in a Pink Neon Room
2. Sofa
3. The Ground
4. F.o.m.e.n.a.
5. Futuresex
6. Dryness
7. Maximo Truffato
8. Inside!
9. The Sheep Omal
10. TreblaNara (Passion)
11. Bonus track
12. Futuresex (Amable & Marcos Coura remix)

### Souvenir (Sinnamon Records, 2009)
1. Botino's Beach
2. Flashback
3. Cholula Cream
4. Bm7 Sosterior
5. Wolfdance
6. The Mystical Farmer
7. Souvenir
8. Massive Complaint
9. Sunsetz
10. The Ballad of the Lonely Fisherman and His Groovy Fishes

### Silly Symphonies (Music Bus, 2011)
1. 2012
2. Plasticine
3. Phantotheque
4. Escalera (feat. Gala)
5. Hap Your Clands
6. Laudrup
7. Spam
8. Tie-Break
9. Between Sleep and Awake
10. B.Y.E.